# Basilica matrice di San Nicolò il Vecchio
Chiesa Matrice di San Nicolò il Vecchio è stata una Chiesa di Militello, vicino a Catania.

## Storia
Di probabile fondazione normanna, la chiesa è annoverata tra le più antiche del luogo e già in esercizio agli inizi del XIV secolo, come si evince dal rendiconto delle collettorie vaticane del 1308, il più antico documento ad oggi conosciuto in cui si fa menzione della chiesa e del suo cospicuo patrimonio. Un altro documento che ricorda la presenza di questa chiesa è il testamento di Blasco I Barresi, signore del luogo, datato 1390, in cui si lasciavano tre onze d'oro per la costruzione in essa del tabernacolo in cui custodire il Santissimo Sacramento. 

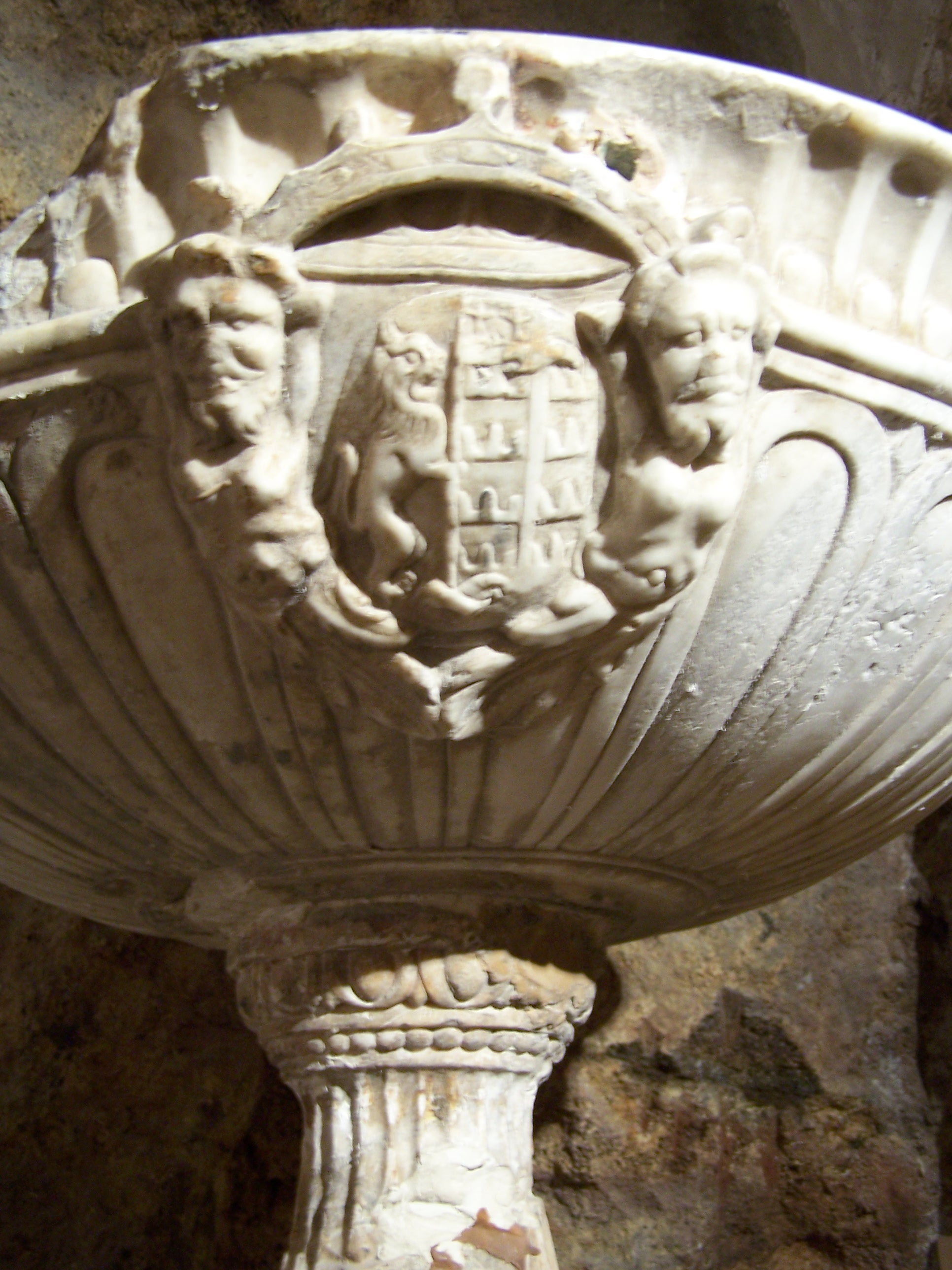
Acquasantiera da San Nicolò il Vecchio.

Ancora, Pietro Carrera (1574-1647), religioso ed erudito locale legato a questa chiesa in quanto in essa battezzato, nel descrivere la corte dei Branciforte, racconta nei propri manoscritti come «…attraverso la Porta della Terra si andava verso la Madrice Chiesa di San Nicolò o dove si voleva…», e ne dichiara (pur senza supporto documentale) la maggiorità (all'epoca sinonimo di matricità) “ab immemorabilis”, sostenendo aver goduto la stessa i diritti della parrocchialità sin dall'inizio della sua istituzione. Un'altra testimonianza è offerta dal cronista locale Filippo Caruso (XVII sec.), il quale tramanda come «…a quel tempo le funzioni di maggiore rilevanza si svolgevano nella chiesa matrice di San Nicolò ed alle quali presenziavano sempre i signori della terra, accompagnati dai gendarmi e dai magistrati…».

## Architettura
Cronisti del tempo tramandano come l'allora chiesa madre fosse un mirabile esempio di arte; il luogo di ubicazione si trovava dirimpetto al Castello (attuale Largo S. Nicolò il Vecchio). La fabbrica, in origine di dimensioni modeste, parzialmente lesionata dal terremoto del 10 dicembre 1542, fu restaurata ed ampliata nel 1560 a spese di donna Belladama Branciforte, vedova del barone Carlo Barresi e madre di Vincenzo, primo marchese di Militello; poi più volte ingrandita tra il ‘500 ed il ‘600, anche a spese di facoltose famiglie del tempo. Il 10 aprile 1559 fu istituita presso questa chiesa l'Arciconfraternita del Santissimo Sacramento, che godette sin dall'inizio gli stessi privilegi di quella di Santa Maria Sopra Minerva di Roma, in quanto ad essa aggregata, come da prassi.

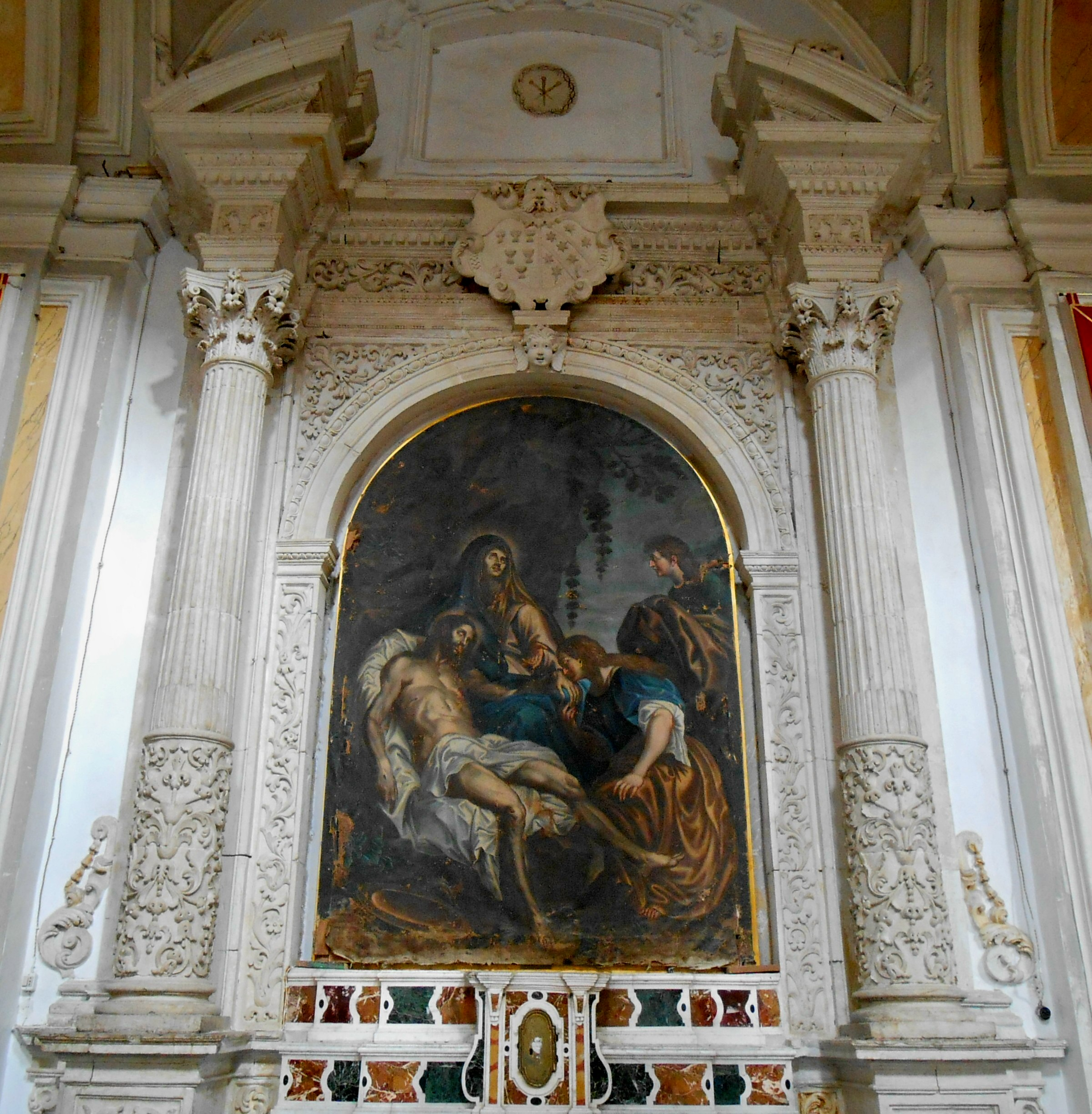
Cappella della Pietà da San Nicolò il Vecchio.

Agli inizi del Seicento il vecchio campanile fu demolito perché pericolante. Il 21 novembre 1602, festa della Presentazione al Tempio di Maria Santissima, fu posta la prima pietra del nuovo campanile per iniziativa della marchesa di Militello Caterina Barresi. Alla morte di lei, il figlio don Francesco Branciforte e poi ancora la figlia di questo, donna Margherita d'Austria, si preoccuparono del completamento della fabbrica. Con la nuova fabbrica si accrebbe il corpo della chiesa. Nel 1617, fu costruito un robusto bastione a ponente, per trattenere lo spazio antistante l'edificio. Il periodo di massimo splendore coincise col completamento della nuova torre campanaria: somigliante a quella del duomo di Enna e alta circa 44 metri, fu un'opera di grande splendore composta da un prospetto realizzato nei tre ordini classici, dorico, ionico e corinzio, in pietra d'intaglio, sormontata da un cupolino semisferico impreziosito da quattro statuette raffiguranti gli Evangelisti. Con la sistemazione delle campane, di cui la maggiore del peso di 35 cantari (circa 2,8 tonn.), fusa nell'anno 1519 a spese del barone Giovanbattista Barresi e ricollocata nel 1649, si diede inizio all'ampliamento del resto della fabbrica e si procedette all'apertura delle porte laterali e di altrettanti finestroni sovrastanti.

## Interno
Alla vigilia del tremendo terremoto dell'11 gennaio 1693, la chiesa presentava un impianto a tre navate con transetto arricchite da tredici altari con cappelle riccamente decorate, il magnifico altare maggiore rivolto ad oriente tutto ad intaglio impreziosito da statue raffiguranti i dodici apostoli. L'aula sacra era ripartita da dodici colonne monolitiche, erette a sostegno della volta nell'anno 1656.
Tra le cappelle rilevanti per importanza e devozione si annoverano quella dedicata a Santa Lucia, al SS. Bambino, alla Madonna della Presentazione, ai Santi Cosma e Damiano, a San Spiridione Vescovo. Alcune tradizioni religiose proprie di questa chiesa suggeriscono in origine l'uso del rito greco, come ad esempio la benedizione dell'acqua nel giorno dell'Epifania (sebbene la stessa tradizione si ritrovi diffusa anche in molte chiese di rito latino). Totalmente distrutta dal terremoto del 1693, è stata spogliata nei primi del XVIII secolo dei materiali da costruzione, degli arredi e delle opere d'arte, per l'edificazione in altro sito della nuova chiesa madre di San Nicolò e del Santissimo Salvatore. 
Al suo posto oggi sorge una piazza su cui si affacciano abitazioni private, che ne nascondono le esigue rovine e le cripte funerarie.

## Arciconfraternita del Santissimo Sacramento
Sodalizio attestato presso la chiesa madre.